# Kisele kiše
Kisela kiša je svaka oborina koja ima višu kiselost (nižu vrijednost pH) od one očekivane iz prirodnih izvora (pH oko 5). Kao suvremeni, kritični problem, prepoznat je u 1970-ima prvo u skandinavskim zemljama, a zatim i u srednjoj Europi. Uzroci nastanka kisele kiše nisu sasvim jasni. U nekim područjima uzrokom su dušikovi oksidi, u drugima sumporovi oksidi, koji nastaju izgaranjem ugljena ili naftnih derivata, primjerice u termoelektranama, automobilskim motorima te u postrojenjima za dobivanje i pročišćavanje kovina, a s vodenom parom iz zraka stvaraju dušičnu, odnosno sumpornu kiselinu. Zakiseljavanjem tla i vode kisela kiša šteti šumama (umiranje šuma), poljodjelskim kulturama, životu u tlu i vodi (ugibanje riba) te ljudskomu zdravlju (preko pitke vode i prehrambenog lanca).

## Objašnjenje
Kisela kiša je padalina zagađena sumporovim dioksidom, dušikovim oksidima i drugim kemijskim spojevima. Dok se normalna pH vrijednost kiše nalazi otprilike oko 5,5, pH vrijednost kisele kiše iznosi u prosjeku 4 do 4,5. To otprilike odgovara 40 puta većoj količini kiseline u odnosu na neopterećenu kišnicu. Smanjenje pH vrijednosti za jednu mjeru znači prirast kiselosti za deseterostruko. Glavnu odgovornost za opterećenja uzrokovana kiselim kišama snose termoelektrane, dim iz kućanstva i ispušni plinovi u prometu. Štete nastale djelovanjem kiselih kiša obično nastaju sasvim daleko od stvarnih štetnih izvora. Ako pH vrijednost u inače jako čistim brdskim potocima i jezerima prijeđe u kiselo područje može doći do izumiranja riba i drugih organizama. Dospije li kisela kiša u tlo oslobađaju se teški metali koji mogu opteretiti podzemne vode, a time i pitku vodu. Na taj način se čovjek izlaže pojačanom unošenju teških metala u organizam. Ispitivanja pokazuju da sumporna i dušična kiselina snose najveću odgovornost za kiselost kiše.
1980-ih godina prošlog stoljeća se brujalo o kiseloj kiši. U međuvremenu se činilo da se ta tema zaboravila, no kisele kiše i dalje postoje. Iako je većina mrtvih stabala posječena i šume ponovo pošumljene, ipak uzroci još dugo nisu odstranjeni. U procesima sagorijevanja u industriji i sagorijevanju ispušnih plinova u prometu i dalje nastaju plinovi kao što su sumporov dioksid i dušikovi oksidi koji tim putem dospijevaju u okolinu. S vodom iz kišnih kapi ovi plinovi reagiraju stvarajući kiseline. pH vrijednost kišnih kapi se prebacuje u kiselo područje. Stručnjaci predviđaju da će se u godini 2020. za trećinu manje sumpornih-oksida ispuštati u zrak nego u godini 1980., ali da će se u području Azije njihova emisija u tom vremenskom periodu više nego udvostručiti. Još štetniji su dušikovi oksidi koji u okolinu dospijevaju najvećim dijelom kao ispušni plinovi u prometu. Paralelno sa svjetskim prirastom prometa stručnjaci očekuju prirast i ovih plinova na svim kontinentima.
Dakle, opasnost od kiselih kiša još nije prošla. Štoviše, brzi razvoj industrije i prirast prometa će kišu i na drugim kontinentima učiniti kiselom. Teško je i zamisliti koji učinak bi kisele kiše imale na tropske šume.

## Proces nastajanja kiselih kiša
Pri procesima sagorijevanja nastaju sumporov dioksid, dušikovi oksidi i drugi plinovi koji pospješuju nastajanje kiselina. Takvi slobodni nemetalni oksidi oksidiraju u vlažnoj atmosferi s vodenom parom u sumpornu i dušičnu kiselinu. Ove tvari se otopljene nalaze u zraku tako da onda na zemlju padaju s padalinama. Pošto ovi proizvodi sagorijevanja nastaju u povećanoj količini u gradovima i industrijskim zonama, i pH vrijednost je većinom tamo niža nego na selu.
Ugljikov dioksid spada u plinove koji onečišćuju atmosferu i na taj način utječu na promjenu klime. Pripada takozvanim stakleničnim plinovima, odnosno plinovima koji izazivaju pojavu staklenika. Učinak djelovanja stakleničnih plinova u slojevima atmosfere je da se površina Zemlje neprirodno zagrijava. Promjene osjećamo svi, na svakom dijelu planeta. Kako smanjiti količinu ugljičnog dioksida u atmosferi koji nastaje izgaranjem fosilnih goriva (ugljena i nafte) pitanje je koje se već duže vrijeme postavlja pred znanost i politiku, ali i pred sve stanovnike Zemlje. Međunarodne konvencije također ograničavanju emisiju ugljičnog dioksida u atmosferu.
Proces kako iz ugljičnog-dioksida u reakciji s vodom nastaje ugljična kiselina (H2CO3):
CO2 + H2O --> H2CO3
Pod pojmom dušikovi oksidi (NOX) se objedinjuju dva spoja: dušikov monoksid (NO) i dušikov dioksid (NO2). Ovi plinovi nastaju prije svega pri sagorijevanju fosilnih goriva. Pri svakom sagorijevanju nastaju dušikovi oksidi kao spoj dušika iz zraka i kisika. Što je veća temperatura sagorijevanja to je brže nastajanje dušikova oksida. Kod svakog procesa sagorijevanja se prije svega oslobađa dušikov monoksid koji kasnije u zraku oksidira u štetni dušikov dioksid. Iz dušikova dioksida se u reakciji s vlagom stvara dušična kiselina koja je odgovorna za trećinu nastanka kisele kiše.
Ako se dnevna vrijednost koncentracije dušik-dioksida u zraku nalazi preko 150 µg po m3 nastupaju akutna oboljenja dišnih organa. Pokazatelji kroničnog zatrovanja su: glavobolja, nesanica, čirevi sluznice.
Proces kako iz dušik-oksida u reakciji s vodom nastaju nitritna (HNO2) i dušična (HNO3) kiselina:
2NO2 + H2O --> HNO2 + HNO3
Sumporov dioksid je daleko najštetnija tvar u zraku. Radi se o plinu bez boje, ali jakog i neugodnog mirisa koji kod ljudi prije svega djeluje na dišne organe. U zimskim mjesecima visoka koncentracija sumporovog dioksida u zraku zajedno s prašinom koja se nalazi u zraku čini smog. Sagorijevanjem fosilnih zapaljivih tvari se atmosfera jako zagađuje sumporovim dioksidom. On se pretvara u sumpornu kiselinu i u spoju s vodom čini kiselu kišu, koja je jedan od glavnih uzroka izumiranja šuma. Ugradnjom pročišćivačkih uređaja na termoelektranama smanjena je emisija sumporova dioksida. Dugotrajno djelovanje sumporova dioksida na čovjeka rezultira nedostatkom okusa, crvenjenjem jezika, a kasnije upalom pluća i prestankom disanja. Biljke reagiraju još osjetljivije na djelovanje sumporovog dioksida. Proces fotosinteze se remeti i posljedica toga je oštećenje lišća (izumiranje šuma).
Područja primjene sumporova dioksida:
- kao sredstvo za konzerviranje u kemiji živežnih namirnica,
- kao sredstvo za izbjeljivanje u tekstilnoj industriji,
- kod procesa pročišćavanja voda.

Proces kako iz sumporovog dioksida u reakciji s vodom nastaju sumporasta (H2SO3) i sumporna kiselina (H2SO4):
SO2 + H2O --> H2SO3
SO3 + H2O --> H2SO4
Gore navedeni spojevi su samo neki od primjera, jer svakako postoje i druge mogućnosti nastanka kiselina, koje također pridonose nastanku kiselih kiša.

## Posljedice kiselih kiša
U tlu kiseline započinju svoje štetno djelovanje. Kisele kiše prije svega štetno djeluju na oskudne brdske predjele, jer kiselina otapa hranjive tvari, kao na primjer kalcij, iz tankog sloja humusa, pa stabla ostaju bez kalcija koji im je prijeko potreban za izgradnju njihovih stanica. Kiseline izravno oštećuju korijenje stabala ili vodom dospijevaju u lišće ili iglice drveća, te oštećuju njihova tkiva. Posljedica su mrlje smećkaste boje.Također otapaju teške metale i aluminij u tlu.

### Na biljke
Povećanjem kiselosti tla, to znači povećanjem količine H+ iona, se iz tla ispiru važne mineralne tvari kao što su magnezij, kalij, kalcij i tako dalje. Tako dolazi do drastičnog smanjenja pH vrijednosti. Na temelju smanjivanja pH vrijednosti kao posljedica kemijskih procesa nastaju ioni koji imaju štetno djelovanje na korijenje biljki i na tlo. Isto vrijedi i za ione željeza koji se oslobađaju pri pH vrijednosti manjoj od 3,8. Stupanj štetnosti konačno ovisi o vrsti  tla. Igličasto drveće je jače pogođeno štetama prouzrokovanim kiselim kišama, i to jela više nego smreka. Kod listopadnog drveća je najjače pogođen hrast. Prije svega su oštećene šume na mjestima s čestim i obilnim padalinama i koja još k tome imaju relativno niske prosječne godišnje temperature. To se odnosi na šume na višim nadmorskim visinama. Obilježja bolesti koje se pojavljuju su jako različita.
Pojedini simptomi bolesti nastupaju neovisno jedni o drugima i pri tome mogu ovisno o regiji u kojoj se pojavljuju biti i jako različiti. Kod igličastog drveća su ustanovljene sljedeća oštećenja:
- Oštećenja iglica (požutjele iglice, opadanje iglica),
- Oštećenja pupoljaka i mladih klica,
- Oštećenja kore,
- Oštećenja drveta,
- Anomalije rasta,
- Oštećenja korijenja,
- Slabljenje otpornosti na mraz, infekcije, štetočine i tako dalje.

Razlog zbog kojeg listovi žute je često manjak hranjivih tvari. Požutjeli listovi odumiru i opadaju. Uz bolje uvjete u okolini postoji mogućnost regeneracije i ponovnog ozelenjavanja drveća. Ako dođe do izumiranja šuma, to će imati za posljedicu promjenu cijelog ekosistema. To znači da se opet mogu nastaniti niže biljke koje su bolje prilagodljiva na kiselo tlo. Međutim, u srednjoj Europi još nije takvo stanje da su oštećenja šuma nepopravljiva.

### Na jezera
U Skandinavskim jezerima se pojavila pH vrijednost vode 3. To vodi do izumiranja mikroorganizama i biljki i na kraju cijelog ekosustava. Ako u jezera utječu rijeke koje su prije toga prolazile kroz kisela šumska tla, dodatno se pojačava smanjivanje pH vrijednosti.

### Na građevine
Višak protona u kišnici prouzrokuje pojačano raspadanje kamenja, što znači da se ubrzava trošnost. Tako na primjer vapnenac reagira sa sumpornom kiselinom u gips. Time se kamenje drobi. Na sličan način se pijesak razgrađuje. Na taj način se mnogobrojni kulturni spomenici i stare crkve nepovratno uništavaju.

#### Politika visokih dimnjaka
Jednostavno rečeno, radi se o zabrani gradnje visokih tvorničkih dimnjaka, jer su brojna istraživanja dokazala njihovu štetnost. Proračuni pokazuju da je čak 96% taloženja nitrata i sulfata na području Gorskog kotara rezultat regionalnog (Istra i Hrvatsko primorje), odnosno prekograničnog (Italija) donosa dušika i sumpora. Visoki dimnjak TE "Plomin 2" rasterećuje labinsko područje, ali opterećuje Gorski kotar. Isto to rade brojni visoki dimnjaci u Italiji. I dalje se nastavlja s uzlaznim trendom propadanja šumskog ekosustava Gorskog kotara. Nitko od onih koji odlučuju o razvoju i zaštiti okoliša nije zainteresiran za problem ugrožavanja i propadanja prirodnih resursa (šume, tlo, vode i drugog) i za to da se na području Gorskog kotara kiselost tla zbog kiselih kiša povećala u posljednjih 25 godina preko 100 puta te da je tlo u Gorskom kotaru znatno opterećeno teškim metalima i kiselinama.

### Izumiranje šuma
Pojam izumiranje šuma označava štete na velikim površinama šuma koje izazivaju odumiranje iglica i lišća. Radi se o smetnji u cijelom odnosu drvo – tlo – zrak, to jest o oboljenju cijelog ekosustava. Glavni uzrok su kisele kiše, a ostali mogući uzročnici su štetne tvari kao što su dušikovi oksidi i teški metali koji nastaju u prometu, domaćinstvima i industriji. Također i ekstremne vremenske i klimatske promjene, pogreške kod pošumljavanja, gljive, bakterije, virusi, štetni kukci mogu se smatrati uzročnicima izumiranja šuma. Intenzivnom sječom šuma, posebno tropskih šuma u Južnoj Americi, takozvanih "pluća planete Zemlje", uništava se jedini izvor kisika potrebnog za životne procese. 

### Problem pitke vode
Zagađenje voda predstavlja najkompleksniji globalni problem. Svako zagađenje koje se emitira u životnu sredinu dospije do podzemnih voda, rijeka, jezera i mora. Zagađenje iz zraka kiselim kišama prenosi se do tla ili vodenih površina. Zagađenja zemlje slivaju se u površinske i podzemne vodene tokove. Rijeke i jezera su pod konstantnim pritiskom zagađenja otpadnim vodama iz urbanih sredina, kemijskim otpadom iz industrije i transporta, pesticidima s poljoprivrednih površina, i slično.  Velike količine organske tvari koja otpadnim vodama dospijeva do rijeka, jezera i mora izaziva proces eutrofikacije čija su posljedice mutnoća, povišena temperatura, nekontrolirana primarna produkcija, smanjenje rastvorenog kisika i pomor ribe i drugih organizama. Iako je 70% planeta Zemlje pokriveno vodom, samo 2% te vode predstavlja resurs slatke vode, a prekomjernom eksploatacijom i zagađenjem prouzrokovano je smanjenje zaliha pitke vode na globalnom nivou.
Hrvatska gotovo ne pročišćava otpadne vode. Ostale tranzicijske zemlje naprednije su u tom području od Hrvatske. Ako se taj problem ne riješi, Hrvatska će vrlo skoro biti suočena s ozbiljnim prijetnjama za rezerve pitke vode. Konačno, i iz Nacionalnog plana djelovanja za okoliš vidljivo je da RH ima vrlo mali broj uređaja za pročišćavanje otpadnih voda te da stoga stalno raste razina zagađenja vode. Činjenica je da će Hrvatska zbog nepročišćavanja otpadnih voda i problema s otpadom, bez uzimanja u obzir kiselih kiša, biti vrlo skoro suočena s ozbiljnim prijetnjama za rezerve pitke vode. Analogno navedenome, doći će do porasta kancerogenih oboljenja probavnog trakta stanovnika koji piju zagađenu vodu, što slijedi iz porasta sadržaja nitrata u podzemnim i površinskim vodama i mišljenja medicinskih stručnjaka objavljenih u medicinskim leksikonima i publikacijama Svjetske zdravstvene organizacije.

### Kiseli oceani
Globalno zagrijavanje je ekološki problem koji utječe na život na planetu Zemlji. Ovo zagrijavanje, to jest porast globalne temperature prouzrokovano je učinkom staklenika, odnosno slojem plina ugljikova dioksida koji se (prekomjerno emitiran kao posljedica ljudskih aktivnosti) akumulirao u središnjem dijelu atmosfere i ne dozvoljava da se toplina, koja se generira procesima na Zemlji, ispusti u svemir, nego se vraća nazad na Zemljinu površinu. Mi posljedice ovog problema osjećamo svakodnevno, a osim porasta temperature, dolazi do promjena u biološkim procesima, topljenja ledenih santi, podizanja nivoa mora, promjene staništa biljaka i životinja zbog adaptacije na nove klimatske uvjete. Čovjek svakog dana udahne oko 20 000 litara zraka, a ujedno i sve veću koncentraciju štetnih i otrovnih materija, kao proizvod industrijalizacije, transporta, ali i svakodnevnih ljudskih aktivnosti. Zagađenje zraka može biti plinovima ili sitnim česticama, a negativan utjecaj ima na ljudsko zdravlje, životinjski i biljni svijet kao i ekosisteme. Zagađenje zraka veće je u urbanim sredinama, a zbog strujanja zraka lako se kreće i širi. Nastavi li se povećavati količina ispuštenoga ugljičnog dioksida, površina mora mogla bi postati kiselija nego ikad prije u posljednjih 300 milijuna godina (osim u razdobljima globalnih katastrofa), piše New Scientist. Osim toga, pokazalo se da se biološka produktivnost oceana nakon osamdesetih godina 20. stoljeća smanjila za 6%. 
Kako se povećava količina ugljičnog dioksida u atmosferi, sve veća količina toga plina reagira s morskom vodom, zbog čega nastaju bikarbonati i ioni vodika, a to povećava kiselost površinskoga sloja mora. Nakon ledenoga doba pH oceana iznosio je 8,3 neposredno prije početka industrijske ere i ispuštanja CO2 iznosio je 8,2 a danas pH oceana iznosi 8,1. Pokusima se pokazalo da će atmosferski CO2 postići najveću vrijednost do godine 2300. s 1900 ppm, što je pet puta više nego danas. Zbog toga će pH vrijednost površinskoga sloja mora pasti na 7,4 i ostat će na toj razini nekoliko stotina godina.  Još nije jasno što bi takva dramatična promjena kiselosti mora značila za život u moru, no poznato je da kisela sredina uzrokuje razgradnju karbonata, pa bi najranjivije životinje bile one s ljušturom od kalcijeva karbonata ili egzoskeletom, a to su koralji i neke alge. Pokusi s udvostručenom količinom CO2 obavljeni u golemom stakleniku Biosphere 2 pokazali su da te životinje u takvim uvjetima stvaraju 40% manje kalcijeva karbonata. satelitskim mjerenjima utvrđeno je da je u proteklih nekoliko desetljeća smanjena količina klorofila u oceanima.

## Stanje u Hrvatskoj
Prema izvješću Instituta za medicinska istraživanja i medicinu rada u 2000. onečišćenje zraka štetnim plinovima nalaze se unutar dopuštenih granica, mjerenja Državnog zavoda za meteorologiju pokazuju da 60% sumpornog dioksida dolazi iz susjednih, industrijski razvijenih zemalja, u 1996. pojava jako kiselih kiša zabilježena je 71 put, u 1995. 28 puta, a 1994. zabilježena su samo tri slučaja.